# 古墓奇兵 (1996年遊戲)
《古墓奇兵》是一款由Core Design公司設計、Eidos遊戲發行商於1996年推出的第三人稱動作解謎冒險電子遊戲，為古墓奇兵系列的首款作品。最初於1996年10月25日在世嘉土星主機上販售，之後則推出了個人PC、PlayStation、Macintosh等其它主機平台版本，而後進入智慧型手機時代，古墓奇兵品牌新東家Square Enix也順應時代潮流推出Android及iOS版本。
此遊戲上市後在全球創下了累積達超過700萬套的銷售成績。其作品的內容以及對於登場的遊戲主角「蘿拉·卡芙特」人物上的塑造也對往後的電子娛樂產業有著不少啟發，並曾被論壇網站GameSpot列為史上最具影響力的15份遊戲之一。
2006年為了慶祝《古墓奇兵》誕生的十周年慶，Eidos推出以《古墓奇兵》第一代劇情背景為架構、採用全新的遊戲引擎將一代的關卡內容與遊戲圖形畫面重新製作的遊戲《古墓奇兵：重返禁地》。

## 作品架構
作品中提供了以秘魯、希臘、埃及、亞特蘭提斯古文明遺跡為背景的四個章節內容，而每章節則包含了三至五個關卡讓玩家闖關。每個關卡裡常包含著要以一定進行的步驟才可闖過的機關、或是需奪取暗藏的特殊道具才可開啟的秘道供玩家探索，並不時地會在暗處冒出會威脅遊戲角色安全的猛獸敵人。
在遊戲畫面的視角上為採用著第三人稱視角，而由玩家操控的角色蘿拉·卡芙特則可在遊戲裡作出諸如跑、跳、攀爬、翻滾、倒立、後空翻、游泳、仰望、使用槍具、推移物品等各種多樣化的豐富動作，在當時可堪稱業界領先。
《古墓奇兵》的PC版本裡提供著可隨時儲存遊戲進度的功能，但在PlayStation及世嘉土星上推出的版本則有著必須在特定的地點才可儲存進度的限制。

## 遊戲劇情
故事開始在十多年前，在美國新墨西哥州的洛斯阿拉莫斯縣，因為一次的核試而令到埋在地底的古代封印裝置重見天日，當裝置解開時會看見有個人處於人工休眠的狀態。
當時間回到1996年，蘿拉·卡芙特和納特拉科技（Natla Technologies）的創辦人傑奎琳·納特拉（Jacqueline Natla）的手下拉森（Larson）正在印度的加爾各答的酒店中，納特拉利用電腦要求蘿拉在秘魯的比爾卡班巴（Vilcabamba）中的亞特蘭蒂斯統治者夸洛佩克（Qualopec）的古墓中找出一個名叫司祭盎（Scion）的神秘碎片。
當蘿拉經歷千辛萬苦後成功從夸洛佩克古墓找出司祭盎後，從後跟蹤的拉森嘗試從蘿拉手中搶走司祭盎，可是被蘿拉制服。從拉森的口中得知納特拉正在派另一位手下皮埃爾（Pierre）去尋找另外的司祭盎碎片。
蘿拉來到納特拉科技公司的總部大樓追查皮埃爾的去向以得知司祭盎的下落，從中世紀修道士的筆紀中得知另一塊司祭盎在希臘的聖方濟各修道院,於是蘿拉便到達該地。果然，在另一位亞特蘭蒂斯統治者蒂霍坎（Tihocan）的古墓中發現皮埃爾另外的司祭盎碎片，蘿拉擊敗皮埃爾後拿起外的司祭盎碎片，並將兩塊司祭盎碎片合併起來，之後蘿拉的思緒被帶回遠古時代。
原來司祭盎碎片由三位亞特蘭蒂斯的統治者分別保管，但其中一位想用司祭盎來製造突變生物，被其餘兩位亞特蘭蒂斯的統治者——夸洛佩克和蒂霍坎揭發和懲罰，並將其囚禁起來，後來亞特蘭蒂斯毀滅，司祭盎被分成三分，第一塊落到秘魯，第二塊則落到歐洲，第三塊落到埃及，所以蘿拉立即到埃及尋找最後一塊司祭盎。
蘿拉在哈蒙城（City of Khamoon）一輪苦戰後，在司祭盎聖域再次見到拉森，擊斃拉森後獲得最後一塊司祭盎碎片。
當蘿拉從司祭盎聖域逃出來時，納特拉和她的一群手下抓住蘿拉並從蘿拉手中強行搶走司祭盎，納特拉想殺死蘿拉但蘿拉成功逃脫，並駕駛摩托車潛入納特拉的遊艇。
當蘿拉穿越礦井後，發現亞特蘭蒂斯，內部有很多異形生物，將其逐一擊斃後來到神臺，上面浮動着三塊碎片合成的司祭盎，蘿拉嘗試拾起司祭盎，思緒再次回到遠古時代。
原來納特拉三位亞特蘭蒂斯的統治者之一，她想殺害夸洛佩克和蒂霍坎，再獨佔金字塔和司祭盎製造出異形生物，可惜東窗事發被夸洛佩克和蒂霍坎先發制人，以人工休眠的方法永遠囚禁納特拉，隨後後亞特蘭蒂斯被毀滅，納特拉也在十多年前的核試中重新釋放。
回到現代的蘿拉被司祭盎的強大力量阻止奪取司祭盎。納特拉也出現在一旁解釋自己想利用司祭盎令自己提升能力和創造新品種的陰謀，蘿拉想破壞司祭盎卻被納特拉阻止，而她自己卻跌入深淵，一旁的孵化卵也在蠢蠢欲動。隨後蘿拉消滅新型的異變生物後，在金字塔的出口遇上變種的納特拉，消滅變種的納特拉後蘿拉乘坐納特拉遺留的遊艇，身後的亞特蘭蒂斯也再次毀滅。

## 開發
遊戲的開發由Core Design公司負責，約耗費18月時間完成。
在起初《古墓奇兵》的遊戲主角被設定是一名男性角色，之後Core Desgin的開發小組考量到比起單純做成動作遊戲的模樣；解謎尋寶的歷程更能呈現出此作品的味道，並發現到以此方向的考量下改換成女性角色的效果更佳而做了更動。後來設計出的遊戲女性主角一開始的名稱命名為「Laura Cruz」，並且是一個性格較好戰、外型有些類似女性歌手妮娜·雪芮（Neneh Cherry） 的角色，
之後因受到負責發行遊戲的公司Eidos提出希望能修改成較具「英國風味」名稱的反應，Core Design裡的開發小組便在電話黃頁上查詢出適宜的人名，最後湊合出來的名稱則為「蘿拉·卡芙特」（Lara Croft）。而為了能呈現出她的英國人風味，蘿拉·卡芙特的角色背景也修改成是貴族的後裔。

## 其它版本

### 暢銷紀念版
因《古墓奇兵》在PlayStation平台上有著暢銷的成績，隨後便發行了PlayStation上專屬慶祝熱賣的「Greatest Hits」紀念版本。
而不同時間點發行的《古墓奇兵》Greatest Hits版本裡頭；有包含著不同的同由Eidos公司發行的其它遊戲Demo，如最初發行的紀念版裡收錄著此系列遊戲的續作《古墓奇兵II》Demo，後續再次發行的則改為《凱恩的遺產：勾魂使者》等遊戲Demo。

### 資料片
1998年3月在《古墓奇兵II》上市沒多久後，Eidos順勢在北美發行了包含擴充關卡的版本《古墓奇兵 黃金版：猫之影》(Tomb Raider Gold: The Shadow Of The Cat)，而在北美其它發行的地方則將此作品另命名為《古墓奇兵：未盡的事業》(Tomb Raider Unfinished Business)。該版本新增兩項分別要在埃及與亞特蘭提斯裡遺跡闖關的任務，而每項任務皆要完成兩個關卡。此新增的關卡是由Core Design在舊金山分部的開發小組所設計。
此版本僅限於PC及Macintosh平台上發售。而先前已購買持有著舊版《古墓奇兵》遊戲光碟的玩家，則可由網路免費下載新增關卡後、在經由程式驗證後遊玩。

### 重製版
在2006年為了慶祝《古墓奇兵》誕生的十周年慶，Eidos推出以《古墓奇兵》第一代劇情背景為架構、採用全新的遊戲引擎將一代的關卡內容與遊戲圖形畫面重新製作的遊戲《古墓奇兵：重返禁地》。
因當時最初的遊戲設計公司Core Design已結束運作，而改由Crystal Dynamics公司來接手設計。

## 作品反應

### 遊戲評價
靠著在當時別出新裁的遊戲3D畫面及出眾的角色操控，《古墓奇兵》在電子遊戲雜誌及網路論壇上以正面評價居多。
電子遊戲雜誌《新遊戲時代》於第43期評論《古墓奇兵》是個有著優秀畫面、俱挑戰性謎題的作品，除了一些畫面視角上的缺陷外整體給予幾近滿分的96分數，並列為當月的推薦遊戲。而電子遊戲1UP.com網站則表示著遊戲裡畫面及操控的表現令人讚嘆，更叫人意外地是這款竟然還不是由名遊戲製作者宮本茂所開發出來的遊戲。IGN網站則認為扣除掉一些遊戲貼圖上的小問題，有著獨特的遊戲角色、龐大場面關卡、俱挑戰性謎題的《古墓奇兵》毫無疑問絕對是1996年最好的電子遊戲之一。而之後PlayStation英國官方雜誌，則將《古墓奇兵》列為史上最佳遊戲的第4名。
2018年入选世界电子游戏名人堂。
但《古墓奇兵》在一些其它遊戲機平台版本上也存在著反應不佳的評析，如世嘉土星版的《古墓奇兵》便有著受限於世嘉土星的硬體性能表現，在畫面上有著偏暗、貼圖模糊方面問題的批評。

### 銷售成績
《古墓奇兵》上市後有達到售出超過700萬套的成績，並成為在PlayStation遊戲平台上第一套發行白金銷售認證紀念版的遊戲。
Eidos在推出《古墓奇兵》前的公司財務狀況曾面臨將近260萬美元的稅前虧損，之後靠此作品反在一年內就賺到1400萬美元以上的利潤。

## 作品影響

蘿拉·卡芙特

《古墓奇兵》一反先前此類型的動作遊戲多採用以男性作為主角的慣例，改塑造出有著敏捷身手、豐腴外型的女性冒險家蘿拉·卡芙特。而蘿拉在遊戲裡呈現的魅力之後獲得眾多的迴響，讓她成為在電子遊戲界歷史裡的指標角色之一。遊戲論壇網站IGN便曾評論蘿拉替在電子遊戲裡女性所能擔任的角色重新下了定義、以及遊戲界裡首位能夠帶動大筆商機的女性角色，並將蘿拉列為史上前十名的電子女角色之一。
不限於在電子遊戲方面媒體的報導，其它如《娛樂周刊》在2010年6月的專欄上，便將蘿拉列為過去20年來大眾文化最偉大角色的第17名。《時代》雜誌則將蘿拉的出現，定為遊戲產業界史上第一個象徵性感的代表。
在商業活動上，蘿拉曾被服飾公司Timberland或飲料葡萄適挑選為廣告代言人，其角色圖像也曾穿插用在樂團U2的巡迴演唱活動「PopMart Tour」裡等等。

### 古墓裸影
羅拉发展史上有一段历史不能回避—那就是古墓裸影（Nude Raider）补丁。据称，1996年某Eidos内部人员制作了这个补丁，并将其发布在了Eidos的网站上，直到几个小时后才被Eidos官方发现并立刻删除。但是，有许多人下载了这个补丁并将其发布在了其他网站。该补丁程序能使羅拉在游戏中显示为裸体。该补丁程序仅能将一代变为裸体羅拉。后来三代也有类似补丁，但影响不如一代大。

## 外部連結
- 《古墓奇兵》官方網站（页面存档备份，存于）